# 多层单元
多层单元（英語：multi-level cell，缩写MLC）是一种存储多个位元信息的存储器元件。
MLC NAND闪存是一种在每个单元（cell）上使用多个层次的闪存技术，从而允许相同数量的晶体管存储更多位元。在单层单元（SLC）NAND闪存技术中，每个单元只能处于两种状态中的一种，即每个单元存储一个位元。很多MLC NAND闪存在每个单元中存储四个可能的状态，因此可以用每个单元存储两个位元。这减少了区分状态的余量，从而增加了发生错误的可能性。面向低错误率而设计的多层单元有时称之为企业级MLC（eMLC）。
三层单元（Triple-level cells，缩写TLC）是MLC存储器的一种子类型，并随着MLC存储器的演变而有着较混乱的命名法。記憶體階層表现为如下顺序：
1. SLC - （最快，極高成本）
2. MLC - （中上，高成本）
3. TLC - （中等，低成本）
4. QLC - （最慢，極低成本）

## 概述
MLC闪存的主要好处是较高的数据密度带来的较低单元存储成本，而存储器读取软件可以补偿更大的比特误码率。更高的错误率需要前向錯誤更正（FEC）来纠正多个位元错误。例如，SandForce SF-2500闪存控制器可以纠正每个512字节扇区中最多55位元，从而使不可恢复读错误的发生率低于每读写1017位元时一个扇区。最常被使用的算法是BCH码。与SLC闪存相比，MLC NAND的其他缺点是较低的写入速度、较低的编程擦除周期数和更高的功耗。
有少数存储器设备走向另一个方向，为每个位元使用两个单元，从而得到更低的误码率。 Intel 8087使用每个单元两个位元的技术，并是首个在1980年于市场上使用多层ROM单元的设备。一些固态磁盘使用MLC NAND中的部分晶粒模拟为单位元的SLC NAND，从而提供更高的写入速度。

## 三层单元
三星集团宣布了每个单元（cell）存储三位元信息的一种NAND闪存，具有共8种电压状态。这也称之为三层单元（Triple Level Cell，缩写TLC），首次应用于840系列SSD。三星将这项技术称之为3位元MLC。基于NAND存储器的SanDisk X4闪存存储卡在每个晶体管中使用16个离散电荷电平（状态）在每个单元存储四位元。MLC的缺点在TLC上同样存在并更为突出，但TLC也受益于更高的存储密度和更低的成本。

## 单层单元
闪存将数据存储在浮栅晶体管制成的各存储单元中。在传统上，每个单元有两种可能的状态，因此每个单元中存储一个位元数据的称之为单层单元，或者SLC闪存。SLC存储器具有高写入速度、低功耗、更长电池耐久的优点。但是，因为SLC存储器比MLC存储器在每个单元中存储的数据更少，它存储每兆字节的成本更高。由于更快的传输速度和更长使用寿命，SLC闪存技术更常被用于制造高性能存储卡。2016年2月的一项研究表示，SLC与MLC的可靠性在实践中几乎没有差异。